# Hymne de la Charte
L'Hymne de la Charte (en portugais : O Hino da Carta ou O Hymno da Carta)  est l'hymne national du royaume de Portugal entre mai 1834 et octobre 1910.
Écrit par le roi Pierre IV de Portugal en souvenir de la charte constitutionnelle portugaise de 1826, il devient l'hymne officiel en mai 1834. Il est cependant abandonné après la Proclamation de la République portugaise le 5 octobre 1910 et remplacé par A Portuguesa l'année suivante.

## Paroles
| Paroles en portugais                                                                             | Traduction approximative |
| Premier couplet                                                                                  | Premier couplet |
| ------------------------------------------------------------------------------------------------ | --- |
| Ó Pátria, Ó Rei, Ó Povo, Ama a tua religião, Observa e guarda sempre Divinal Constituição        | O Patrie, O Roi, O Peuple, Ta religion aime et sert ! Pour toujours honore et préserve Notre divine Constitution!                       |
| Refrain                                                                                          | |
| Viva, viva, viva o Rei Viva a Santa Religião Viva, Lusos Valorosos, A feliz Constituição         | Vive, Vive, Vive le roi! Vive notre Sainte Religion! Vive les Vaillants Lusitanians, Notre Constitution bénie Notre Constitution bénie! |
| Second couplet                                                                                   | |
| Oh com quanto desafogo Na comum agitação Dá vigor às almas todas Divinal Constituição            | Oh avec quel relief Dans l'agitation commune La force qu'il donne à toutes les âmes Notre Divine Constitution                           |
| Refrain                                                                                          | |
| Troisième couplet                                                                                | |
| Venturosos nós seremos Em perfeita união, Tendo sempre em vista todos Divinal Constituição       | Fortune nous seront En parfaite harmonie, Toujours en bon côté Notre divine Constitution                                                |
| Refrain                                                                                          | |
| Quatrième couplet                                                                                | |
| A verdade não se ofusca, O Rei não s'engana, não, Proclamemos, Portugueses, Divinal Constituição | La vérité ne peut être oscuricie, Le roi ne peut faire chose mauvaise, Portugais, proclamons Notre Divine Constitution                  |
| Refrain                                                                                          | |